# 마르틴 슈크르텔
마르틴 슈크르텔(Martin Škrtel, 1984년 12월 15일, 슬로바키아 한들로바 ~ )은 슬로바키아의 은퇴한 축구 선수로, 센터백으로 활약했다.
슈크르텔은 명성 높은 센터백으로, 2008년 1월, 리버풀의 홈 경기장인 앤필드에 입성했다. 그는 수비형 미드필더를 찾던 라파엘 베니테스에 의해 영입되었다.
그는 191cm의 장신 수비수로 자국 팀인 FC 프리에비드자에서 선수 생활을 시작했는데, 축구를 하기 전에는 하키를 했었다고 한다. 이후 그는 트렌친에서 프로 선수로 뛰었고, 2004년, 러시아 프리미어리그의 제니트로 이적하게 된다.
제니트로 이적한 그는 113경기에 나서 5골을 넣는 활약을 펼치며, 발렌시아, 에버턴, 토트넘 핫스퍼, 그리고 뉴캐슬 유나이티드의 관심을 받았다.
하지만 2008년 1월 11일, £6.5백만이라는 이적료에 라파엘 베니테스가 이끄는 리버풀로 이적하였고, 2008년 1월 21일, 애스턴 빌라를 상대로 새로운 팀에서의 데뷔전을 치렀다.
그는 앤필드에서 8년을 보내고 2016년 6월에 터키 쉬페르리그의 페네르바흐체로 이적했다.
페네르바흐체와 계약 만료 후 2019년 8월 9일 이탈리아 세리에 A의 아탈란타에 입단하였으나 3주 후 계약 해지했다.

## 수상

#### 제니트 상트페테르부르크
- 프리미어리그 : 2007

#### 리버풀
- 리그컵 : 2011-12

#### 이스탄불 바샥세히르 FK
- 쉬페르 리그 : 2019-20

#### 스파르타크 트르나바
- 슬로바크 컵 : 2021-22

### 개인
- 슬로바키아 올해의 선수 : 2007, 2008, 2011, 2012
- 리버풀 올해의 선수 : 2011-12

## 같이 보기
- A매치 100경기 이상 출전한 축구 선수 명단